# Justus Urgellský
Svatý Justus Urgellský (zemřel v 6. století) byl španělský biskup a světec.
Je prvním zaznamenaným biskupem z urgellské diecéze. Roku 527 se zúčastnil druhého koncilu v Toledu a také prvního v Lleidě v roce 546 a ve Valencii téhož roku. Zmiňuje se o něm biskup Isidor ze Sevilly. Podle Isidora měl tři bratry, kteří byli také svatí: Nebridia, Elpidia a Justiniana.
Justus byl ve starověku zapsán teologem a historikem Caesarem Baroniem do seznamu Martyrologium Romanum. Jeho svátek připadá na 28. květen. Je patronem města La Seu d'Urgell a urgellské diecéze.